# From the Sounds Inside
From the Sounds Inside este un album solo al chitaristului american John Frusciante, lansat prin Internet in 2001.

## Lista de melodii
1. "So Would Have I" (aka "So Would've I") – 2:09
2. "Three Thoughts" – 3:25
3. "I Go Through These Walls" – 1:54
4. "Murmur" – 1:57
5. "Saturation" – 3:03
6. "Interstate Sex" – 4:38
7. "Dying (I Don't Mind)" – 2:11
8. "The Battle of Time" – 2:21
9. "With Love" – 1:47
10. "I Will Always Be Beat Down" – 2:02
11. "Fallout" – 2:10
12. "Penetrate Time" (aka "Lou Bergs" sau "Low Birds" aka "Purity") – 2:42
13. "Slow Down" – 3:00
14. "Nature Falls" – 1:56
15. "Beginning Again" – 2:09
16. "Leave All the Days Behind" (aka "Cut Myself Out") – 1:56
17. "Place to Drive" – 1:32
18. "How High" – 1:02
19. "Fallout" (Demo) – 2:12
20. "Leaving You" – 1:04
21. "Sailing Outdoors" – 1:31